# Motorbootbetriebe der Stadt Konstanz
Die Motorbootbetriebe der Stadt Konstanz führten von 1911 bis 1991 mit Passagiermotorbooten den ersten öffentlichen Personennahverkehr der Stadt Konstanz zwischen den links- und rechtsrheinischen Stadtteilen durch. Die Boote fuhren im Konstanzer Trichter mehrere Landestellen zwischen Hafen, Strandbad „Hörnle“ und dem schweizerischen Bottighofen an. Zudem verband unterhalb der alten Konstanzer Rheinbrücke, dem Rheinkilometer Null, eine Personenfähre die beiden Ufer des Seerheins.

## Geschichte

### Private Gründungen
Christian Schroff, ein Konstanzer Bootsbauer, eröffnete 1892 eine „Überfahrtanstalt“ und beförderte mit Ruderbooten Fahrgäste zwischen der Konstanzer Altstadt und dem Vorort Petershausen. Der Fährbetrieb mit später bis zu vier Motorbooten war nur bis zum Ersten Weltkrieg erfolgreich. Um den für die Bevölkerung wichtigen Fährbetrieb erhalten zu können, übernahm ihn 1916 die Stadt Konstanz zusammen mit dem Fährboot Komet, das erst 1960 durch die Niederburg abgelöst wurde.
1909 gründete James de Reynier die „Motorboot-Gesellschaft m.b.H. Konstanz“ für den lokalen Verkehr in der Konstanzer Bucht. Der Kauf von fünf Barkassen mit den Namen der Anrainerländer des Bodensees führte aber wegen widriger Umstände trotz des Verkaufs zweier Boote bereits ein Jahr später zur Insolvenz. Die häufig als Bauwerft genannte Firma Deurer & Kaufmann in Hamburg war keine Werft, sondern als Exportagentur nur Verkäuferin der Boote, die von der Schlosswerft Holtz in Hamburg-Harburg mit den Baunummern 1653–1657 hergestellt worden waren. Das Design der Boote basierte auf Vorlagen der Hitzler Werft, wobei die beiden Schwesterschiffe Württemberg und Österreich etwas größer waren als die drei anderen.

### Passagiermotorboote der privaten Motorboot-Gesellschaft m.b.H. Konstanz
| Name, Jahr: späterer Name                          | Indienst- stellung | Werft                | Länge (m) | Motor / PS / km/h | Kapazität Personen | Verbleib, Bemerkung                                                              |
| -------------------------------------------------- | ------------------ | -------------------- | --------- | ----------------- | ------------------ | -------------------------------------------------------------------------------- |
| Baden                                              | 1909               | Schlosswerft Hamburg | 11,00     | Benzin / 16 / 12  | 40                 | unbekannt                                                                        |
| Bayern 1910: Hallwyl 1959: Möve aktuell: Griffioen | 1909               | Schlosswerft         | 11,00     | Benzin / 16 / 12  | 40                 | 1910 verkauft, aktuell: in Betrieb in Amsterdam                                  |
| Württemberg 1911: Mainau 1912: Rhein 1916: Seehase | 1909               | Schlosswerft         | 12,00     | Benzin / 17 / 12  | 50                 | 1916 ausgebrannt und wieder aufgebaut 1950 verkauft                              |
| Schweiz 1910: Vedetta                              | 1909               | Schlosswerft         | 11,00     | Benzin / 16 / 12  | 40                 | 1910 verkauft, aktuell: in Betrieb auf dem Luganersee                            |
| Österreich 1911: Konstanz 1925: Rhein              | 1909               | Schlosswerft         | 12,00     | Benzin / 17 / 12  | 50                 | 1910 verkauft an den Luganersee, 1911 Rückkauf nach Konstanz, Verbleib unbekannt |

### Kommunaler Verkehrsbetrieb
Die Stadt Konstanz gründete 1911 den Motorbootbetrieb der Technischen Werke Konstanz (später: Stadtwerke Konstanz) und übernahm das private Unternehmen mit den drei restlichen Booten, einer kleinen Werft und den Anlegestellen; bis zum Beginn des Ersten Weltkriegs folgten drei weitere Boote. Von 1915 bis 1918 musste die Stadt vier Boote an die Österreichisch-Deutsche Bodenseeflottille vermieten, wo sie in der „Seewache“ zum Grenzschutz eingesetzt wurden.
1916 folgte als Ersatz die heute noch aktive Gustav Prym. Die Jahre zwischen 1920 und 1939 waren mit 12 Booten, darunter die Konstanz, und einem erweiterten Streckennetz sehr erfolgreich, bis es im Zweiten Weltkrieg erneut zur Beschlagnahmung von Booten für die „Seeüberwachung“ kam.
1960 wurde die Rheinfähre Komet durch die Niederburg ersetzt. Die Hörnle war 1963 das letzte Boot, das für den Verkehr in der Konstanzer Bucht in Dienst gestellt wurde, bevor 1982 dieser unrentable Motorbootbetrieb eingestellt wurde. Nach dem Bau einer Brücke mit Geh- und Radweg wurde 1991 auch der Betrieb der Rheinfähre eingestellt. Damit endete die 80-jährige Existenz des ersten Verkehrsbetriebs der Stadtwerke Konstanz. Die Linie in der Konstanzer Bucht wird heute von einem privaten Unternehmen im Auftrag der Stadtwerke betrieben.
Im Dezember 2014 beschloss die Stadtverwaltung Konstanz eine Studie zu einem umfassenden Nahverkehrsplan, der auch einen „Wasserbus“ vorsieht. Diese regelmäßige Linie auf dem Seerhein soll alle wichtigen Ziele zwischen der Schänzlebrücke und dem Rheintorturm verknüpfen; ein privates Unternehmen bot bereits eine Testphase als „Wassertaxi“ an. Eine Erweiterung dieser Linie in die Konstanzer Bucht wird erwogen.

### Passagiermotorboote des Motorbootbetriebs der Stadtwerke Konstanz
| Name, Jahr: späterer Name                  | Indienst- stellung | Werft                                     | Länge (m) | Motor / PS / km/h   | Kapazität Personen | Verbleib, Bemerkung |
| ------------------------------------------ | ------------------ | ----------------------------------------- | --------- | ------------------- | ------------------ | --- |
| Mainau                                     | 1912               | unbekannt                                 | 11,00     | Benzin / 20 / 12    | 40                 | 1951 verkauft |
| Deutschland                                | 1912               | Schlosswerft, Hamburg                     | 13,00     | Benzin / 20 / 12    | 65                 | 1969 verkauft. Seit 1978 als Hausboot in Dingelsdorf                                                                              |
| 1910: Komet                                | 1896 (?)           | unbekannt                                 | 9,10      | Elektro / 3 / 6     | 25                 | 1961 Abbruch des Fährbootes |
| 1915: Möwe ? Rhein                         | unbekannt          | Lürssen, Bremen                           | 9,00      | Benzin / 5 / ?      | 20                 | unbekannt |
| Gustav Prym                                | 1916               | unbekannt                                 | 12,50     | Benzin / 30 / 13,5  | 50                 | 1965 Umbau zum Feuerlöschboot 1986 Verkauf, Umbau in Bodman 1999 Schraubendampfer im Ausflugsverkehr                              |
| 1918: Donna Martha 1921: Bodan 1927: Staad | unbekannt          | Peter Lemmerz und Sohn Königswinter/Rhein | 11,90     | Benzin / 15 / 13    | 40                 | unbekannt |
| Jakob                                      | 1922               | Bodan-Werft                               | 12,30     | Benzin / 16 / 12    | 50                 | 1950 verkauft |
| 1923: Meteor                               | 1910 ?             | Peter Lemmerz und Sohn                    | 11,00     | Elektro / 15 / 16   | 10                 | 1934 verkauft |
| Laugele                                    | 1924               | Lürssen                                   | 7,20      | Elektro / 1,5 / 6   | 6                  | 1934 verkauft |
| Konstanz                                   | 1925               | Bodan-Werft                               | 22,65     | Diesel / 84 / 18,15 | 140                | 1936 an die URh Schaffhausen verkauft. In Betrieb als Ausflugsschiff unter Denkmalschutz                                          |
| Bodan                                      | 1927               | Bodan-Werft                               | 18,50     | Diesel / 40 / 15,5  | 80                 | 1937 Kollision mit einem startenden Wasserflugzeug. 1945 im Hafen der Bodan-Werft gesunken. 1969 verkauft. Seit 1982 auf dem Inn. |
| Weller                                     | 1948               | Bodan-Werft                               | 13,50     | Diesel / 12 / 12,6  | 100                | 1969 verkauft, 1977 abgebrochen                                                                                                   |
| Stadt Konstanz                             | 1952               | Bodan-Werft                               | 23,00     | Diesel / 220 / 23   | 134                | nach 1982 an Privatunternehmen verkauft, 2013 nach Polen verkauft.                                                                |
| Niederburg                                 | 1960               | Bodan-Werft                               | 10,30     | Diesel / 25 / 12    | 30                 | 1991 als Rheinfähre ausgemustert. Verkehrt als Personenfähre auf dem Peenestrom.                                                  |
| Hörnle                                     | 1963               | Bodan-Werft                               | 20,00     | Diesel / 155 / 23   | 100                | 1982 verkauft an den Sarnersee.                                                                                                   |

## Noch existierende Motorboote
Mindestens sieben der insgesamt 20 eingesetzten Motorboote sind noch erhalten, teilweise fast im Originalzustand.

### Bayern(1909)
Die Bayern gelangte in den Besitz der Schifffahrtsgesellschaft Hallwilersee und verkehrte als Hallwyl. Im Jahr 1959 zog ein schwerer Sturm über den Hallwilersee und beschädigte das Schiff an seinem Liegeplatz schwer. Aus der Schale wurde nun die Möve neu aufgebaut. Die Möve wurde 1998 außer Betrieb genommen und zuerst nach Stein am Rhein und drei Jahre später in die Niederlande verkauft. Heute verkehrt das Schiff als Nostalgie-Salonboot mit Namen Griffioen in den Grachten von Amsterdam.

### Schweiz(1909)

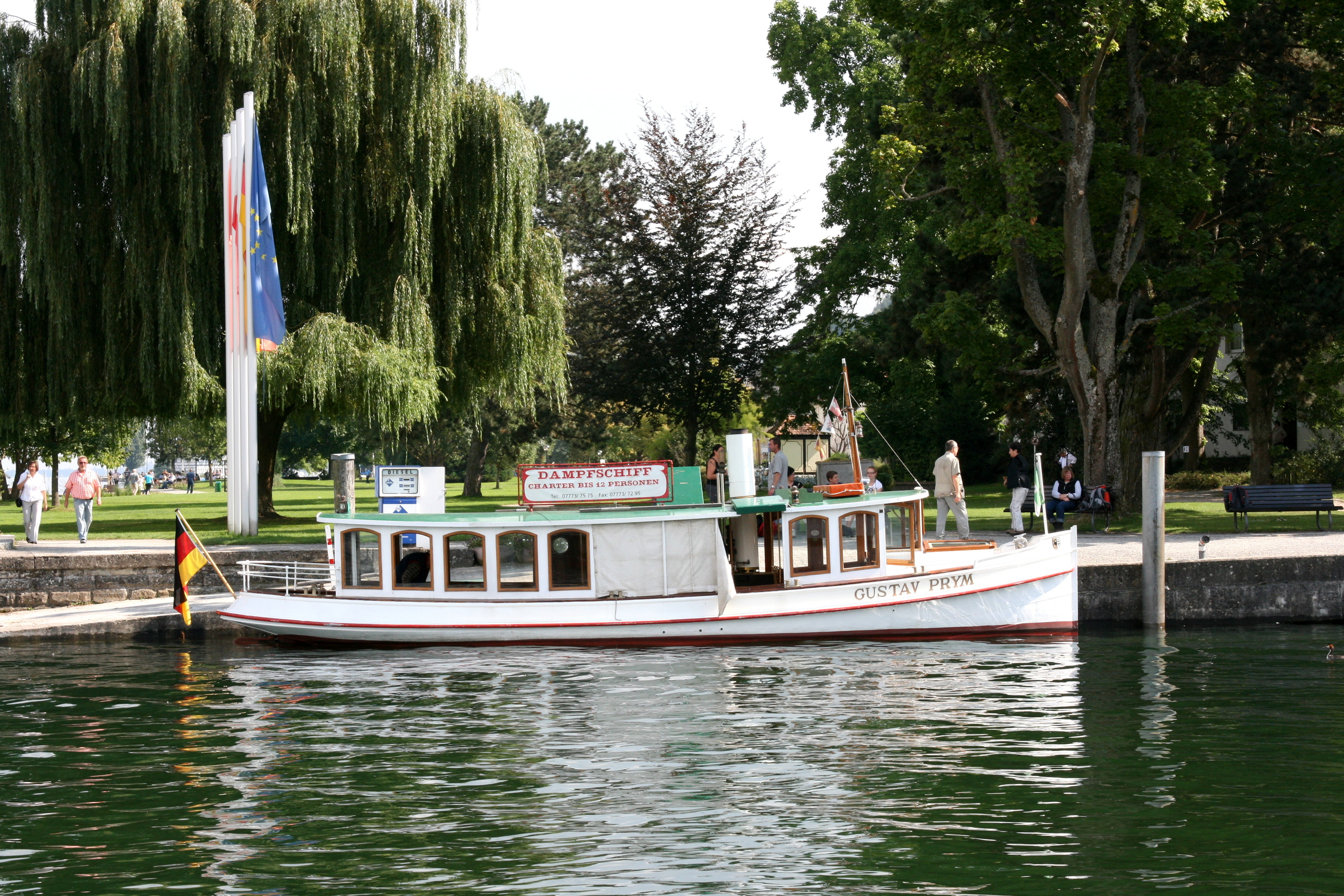
Die Gustav Prym: 50 Jahre im Linienverkehr, danach Feuerwehrboot, heute Schraubendampfer im Ausflugsverkehr

Zwei weitere Boote der Motorboot-Gesellschaft Konstanz, die Schweiz und die Österreich, wurden an den Luganersee verkauft. Käufer war die Società la Vedetta. Die Österreich wurde bereits nach einem Jahr, nach der Gründung einer Auffanggesellschaft in Konstanz mit öffentlichem Kapital, wieder an den Bodensee zurückgegeben. Die Schweiz, unter der Bau-Nr. 1657 im Frühjahr 1909 erbaut, verkehrt unter dem Namen Vedetta als einziges der ehemaligen Fahrzeuge der Società la Vedetta nach wie vor auf dem Luganersee, heute unter der Flagge der SNL. In den letzten Jahren wurde die Vedetta noch fast im Originalzustand als Arbeitsboot verwendet. Nach dem Einbau eines Elektromotors und von Kollektoren verkehrt sie äußerlich verändert ab 2016 als erstes schweizerisches Solar-Fahrgastschiff.

### Gustav Prym(1916)
Die Gustav Prym fuhr ab 1916 im Linienverkehr. 1965 wurde sie zum Feuerlöschboot umgebaut und in den 1990er Jahren privat restauriert. Der Lloyd-Benzinmotor wurde durch eine Dampfmaschine ersetzt.

### Konstanz(1925)

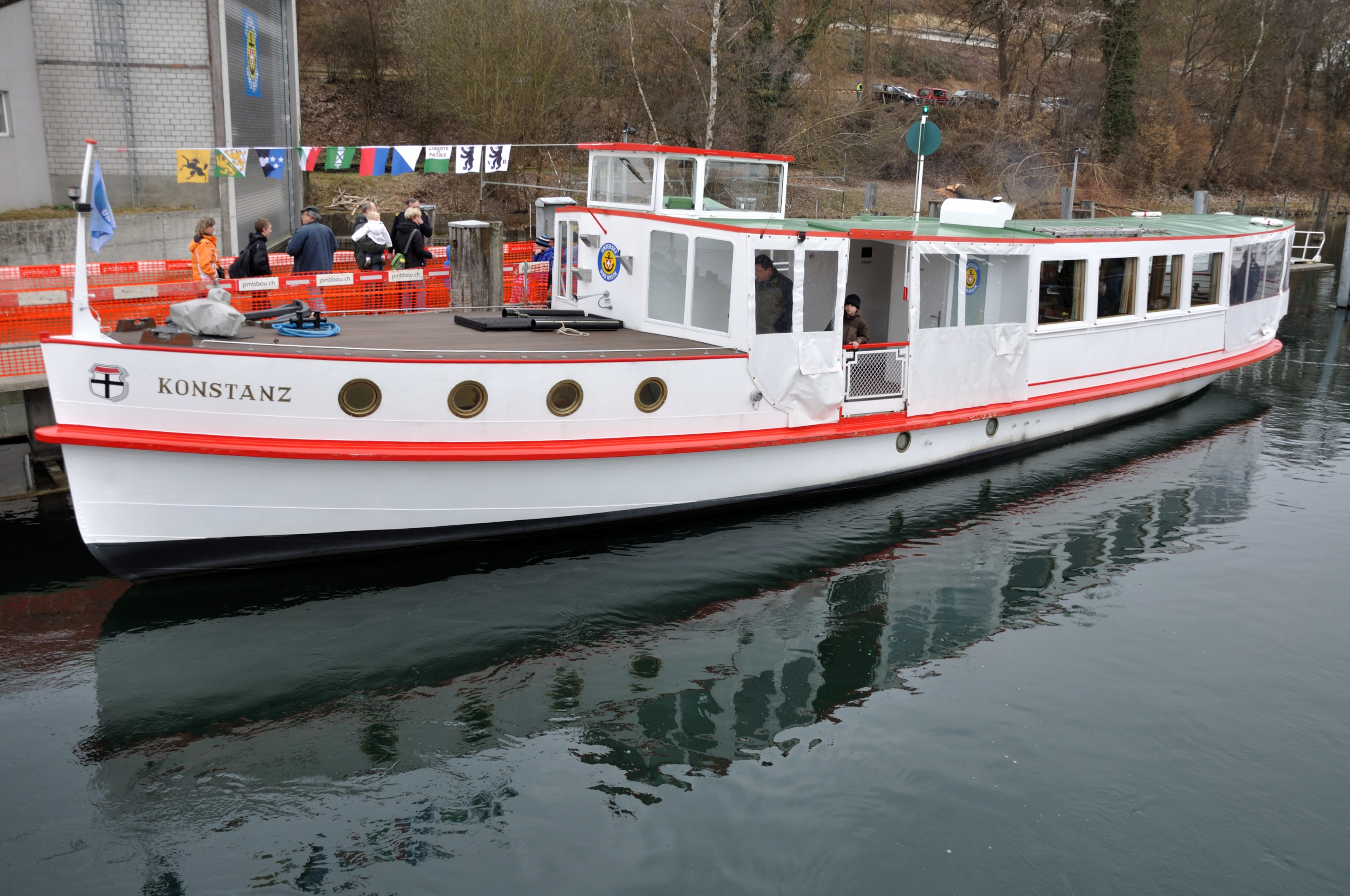
Die Konstanz entspricht äußerlich fast dem Original 1925

Die Konstanz wurde zwar 1925 vom Motorbootbetrieb der Stadtwerke Konstanz in Auftrag gegeben und war zehn Jahre lang deren Eigentum. Sie wird aber seit der Indienststellung 1925 ununterbrochen von der Schweizerischen Schifffahrtsgesellschaft Untersee und Rhein (URh) eingesetzt.

### Stadt Konstanz(1952)
Das Motorschiff Stadt Konstanz wurde 1952 von der Bodan-Werft in Kressbronn am Bodensee für den Motorbootbetrieb der Stadtwerke Konstanz gebaut und war der Prototyp der Raubvogelklasse. Bis zur Einstellung des städtischen Motorbootverkehrs in der Konstanzer Bucht 1982 war es dort und im Ausflugsverkehr zur Insel Mainau eingesetzt. Nach einer Verwendung als Arbeitsschiff kam es in den Besitz verschiedener privater Bootsbetriebe, bis es 2012 von der Stadtwerke-Tochter Bodensee-Schiffsbetriebe (BSB) gekauft wurde. Da sich eine notwendige Renovierung nicht rentierte, wurde das Boot 2013 nach Polen verkauft.

### Niederburg(1960)
Das 1960 von der Bodan-Werft gebaute Motorboot löste die Komet ab, die 50 Jahre lang als Personenfähre auf dem Seerhein unterhalb der alten Rheinbrücke die Altstadt („Niederburg“) mit dem rechtsrheinischen Stadtteil Petershausen verbunden hatte. Sie war bei etwa gleicher Größe und Kapazität wesentlich stärker motorisiert und schneller. Nachdem die unrentable Linie als letzte von den Stadtwerken Konstanz 1991 eingestellt worden war, wurde die Niederburg verkauft und verkehrt jetzt als Personen- und Fahrradfähre Lisa auf dem Peenestrom zwischen Kamp und Karnin auf der Insel Usedom, nahe der historischen zerstörten Hubbrücke Karnin. Zur Erleichterung der Fahrradbeförderung wurde das Boot am Bug umgebaut.

### Hörnle(1963)

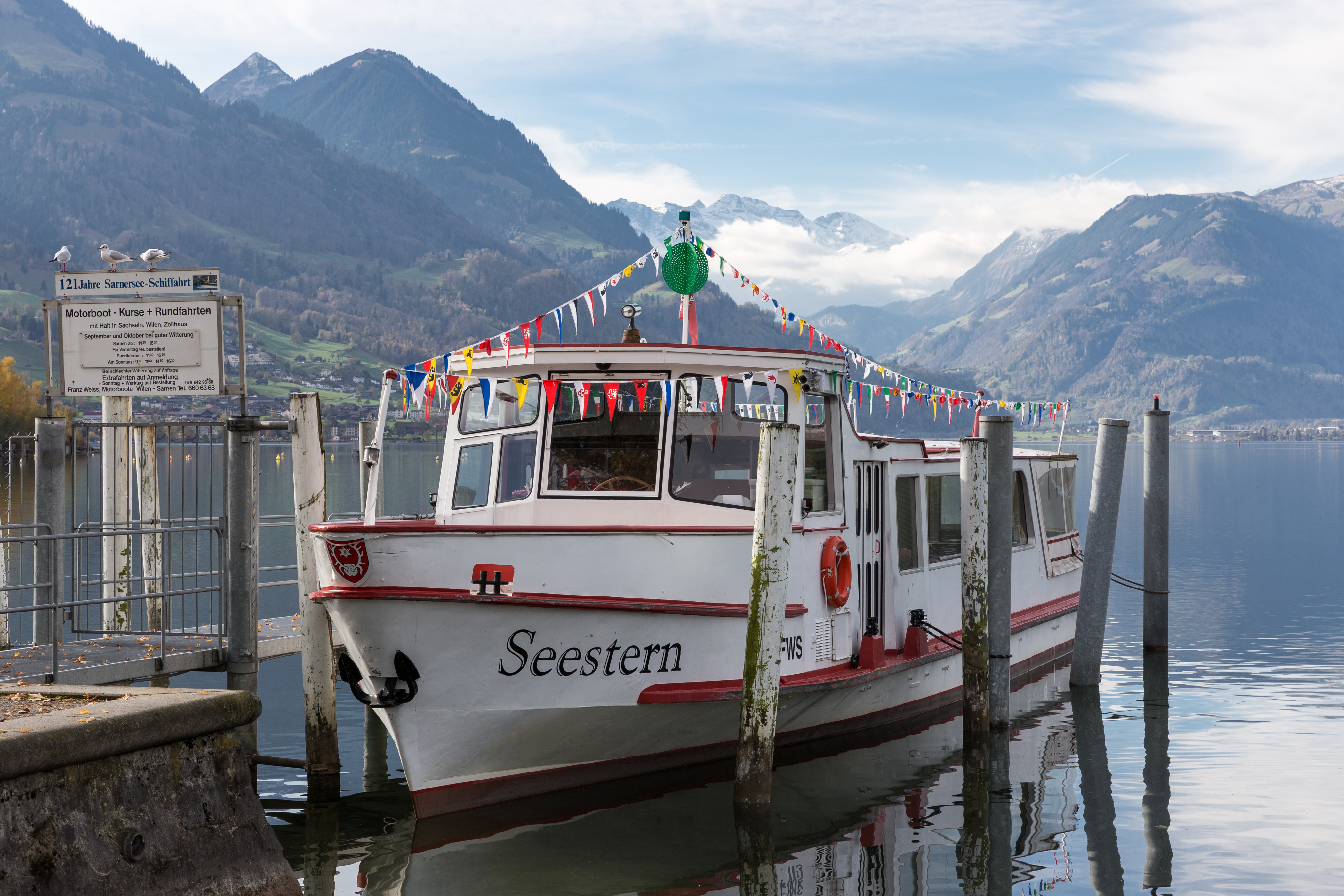
Seestern (ex Hörnle) auf den Sarnersee

Das 1963 von der Bodan-Werft gebaute Motorboot wurde auf der Linie im Konstanzer Trichter eingesetzt. Nach dem Verkauf 1982 fuhr das Boot als Wallhausen einige Jahre für den Schifffahrtsbetrieb Held auf dem Überlinger See, der es an den schweizerischen Sarnersee weiterverkaufte.